# بينيديتا
بينيديتا (بالإنجليزية: Benedetta)‏ هو فيلم دراما فرنسي -هولندي صدر عام 2021 من تأليف وإخراج بول فيرهويفن وبطولة فرجينيا افيرا،لامبرت ويلسون،شارلوت رامبلينغ،أوليفر ريبوردين وكلوتيلد كوراو.